# Creu de terme de l'Espluga de Francolí
La creu de terme de l'Espluga de Francolí és una obra de l'Espluga de Francolí inclosa a l'Inventari del Patrimoni Arquitectònic de Catalunya.

## Descripció
Situada en l'encreuament entre la carretera nacional Montblanc-Lleida i la carretera d'accés a l'Espluga i Poblet és formada per una base amb columna quadrada i un capitell corinti amb les seves respectives volutes. Al capdamunt la imatge del Sant Crist encarada cap al llevant i la de la Mare de Déu amb l'Infant cap a Sant Pere, de forma estàtica. Per la barreja d'estil en el tractament de les imatges (el St. Crist, propi de la imatgeria típica del barroc contrastat amb el hieratisme d'un Sant Pere calcat de les escultures de certs monuments romànics i/o gòtics), la creu fou bastida recentment.

## Història
Datada del 1965 fou inaugurada pel General Franco, amb motiu de les obres de restauració del monestir de Poblet, en substitució d'una altra creu que es trobava al mateix lloc abans de la darrera Guerra Civil.